# Nicola Prosatore
Nicola Prosatore (Napoli, 9 gennaio 1981) è un regista, sceneggiatore e produttore cinematografico italiano.

## Biografia
Nicola Prosatore è nato a Napoli, per poi trasferirsi a Milano per iniziare ad intraprendere la carriera di regista televisivo. Nel 2006 si è spostato a Roma dove, dal 2011 al 2013, ha insegnato regia pubblicitaria all'Istituto Europeo di Design. Nel 2014, ha diretto il cortometraggio Il Serpente con Antonia Truppo, Cesare Bocci, Francesco Di Leva e Giovanni Ludeno. Per quest'opera, Prosatore, è stato candidato al Nastro d'argento per il miglior cortometraggio. Nel 2016 ha diretto la miniserie Hundred to Go. Il suo cortometraggio Destinata coniugi Lo Giglio è stato presentato ad Alice nella città alla Festa del Cinema di Roma ed gli ha fatto vincere il Nastro d'argento al miglior cortometraggio di fiction. Nel 2022 ha diretto Piano piano, presentato al Locarno Film Festival, per il quale è stato candidato al Nastro d'argento per il miglior soggetto. Nello stesso anno, ha diretto la docuserie Wanna, basata su Wanna Marchi e la figlia Stefania Nobile.

## Vita privata
Nicola Prosatore è legato sentimentalmente all'attrice Antonia Truppo, dalla quale ha avuto due figli.

## Filmografia

### Regista

#### Cinema
- Piano piano (2022)

#### Televisione
- Le chiavi del mistero - film TV (2006)
- Gaia - Il pianeta che vive - programma TV (2006)
- Scatti di Nera - film TV (2007)
- I Classici del Mistero - docuserie (2007)
- Rock in Rebibbia - docushow (2008)
- Sugo - 60 minuti di gusto e disgusto - programma TV (2008)
- Mystery Night con Rodolfo Corsato - film TV (2010)
- Fabri Fibra in Italia - docufiction (2010)
- Sei miliardi di altri - programma TV (2011)
- La mala del Brenta: La vera storia - documentario (2012)
- Club privè - Ti presento i Dogo - docu-reality (2012)
- Petrolio - programma TV (2013)
- Il giallo e il nero - programma TV (2013)
- I re della griglia - programma TV (2014)
- 1992: attacco al potere - docuserie (2015)
- Shark Tank Italia - programma TV (2015)
- BBC - Buono, Brutto, Cattivo - programma TV (2015)
- Bartendency - programma TV (2016)
- Hundred to Go - miniserie TV, 5 episodi (2016)
- Innamorati di me (2017)
- Italian Horror Stories - serie TV, 2 episodi (2018)
- Delitti: famiglie criminali - programma TV (2020)
- Icare - miniserie TV, 4 episodi (2020)
- Cercando Elisa - Il delitto Claps - documentario (2021)
- Wanna - docuserie, 4 episodi (2022)

#### Cortometraggi
- Il Serpente (2014)
- Destinata coniugi Lo Giglio (2021)

#### Pubblicità
- Mercedes-Benz (2016)
- OVS (2020)

### Sceneggiatore

#### Cinema
- Piano piano (2022)

#### Televisione
- Club privè - Ti presento i Dogo - docu-reality (2012)
- Hundred to Go - miniserie TV, 5 episodi (2016)
- Cercando Elisa - Il delitto Claps - documentario (2021)

#### Cortometraggi
- Il Serpente (2014)
- Destinata coniugi Lo Giglio (2021)
- SeMe, regia di Lucia Bulgheroni (2023)

### Produttore

#### Cinema
- Piano piano (2022)

#### Televisione
- Hundred to Go - miniserie TV, 5 episodi (2016)
- Cercando Elisa - Il delitto Claps - documentario (2021)

#### Cortometraggi
- SeMe, regia di Lucia Bulgheroni (2023)

## Riconoscimenti
- Nastro d'argento
  - 2015 - Candidatura al miglior cortometraggio per Il Serpente
  - 2022 - Miglior cortometraggio di fiction per Destinata coniugi Lo Giglio
  - 2023 - Candidatura al miglior soggetto per Piano piano
  - 2023 - Candidatura al miglior docuserie per Wanna
- Sottodiciotto Filmfestival
  - 2022 - Premio Gianni Volpi per Piano piano
- Premio Kineo
  - 2023 - Miglior opera prima per Piano piano